# Coupe d'Irlande de football 1890-1891
Navigation
Édition précédente Édition suivante
La coupe d'Irlande de football 1890-1891 est la onzième édition de la Coupe d'Irlande de football (en anglais Irish Cup) devenue par la suite la Coupe d'Irlande du Nord de football. 
La compétition s'organise par matchs éliminatoires joués sur le terrain du premier club tiré au sort. Si les deux équipes ne peuvent se départager au terme du temps réglementaire, un match d'appui est joué. 
Linfield Football Club remporte pour la première fois de son histoire la Coupe d'Irlande.

## Premiers tours
Les résultats sont inconnus.

## Demi-finales
| Club recevant          | Score | Club visiteur     | Date |
| ---------------------- | ----- | ----------------- | ---- |
| Linfield Football Club | 9-0   | St.Columb's Court |      |
| Ulster Football Club   | 6-2   | Clarence FC       |      |

## Finale
| Finale       | Linfield Football Club | 4-2 | Ulster Football Club |  |
| 14 mars 1891 |                        |     |                      |  |